# Państwowe Przedsiębiorstwo Traktorów i Maszyn Rolniczych
Państwowe Przedsiębiorstwo Traktorów i Maszyn Rolniczych – centralna jednostka organizacyjna rządu istniejąca w latach 1945–1947, mająca na celu stworzenie sieci stacji obsługi rolnictwa i przygotowanie rolników do mechanizacji rolnictwa.

## Powołanie Przedsiębiorstwa
Na podstawie dekretu z 1945 r. o utworzeniu Państwowego Przedsiębiorstwa Traktorów i Maszyn Rolniczych ustanowiono Przedsiębiorstwo.

## Cele Przedsiębiorstwa
Celem Przedsiębiorstwa było:
- obsługiwanie gospodarstw rolnych przez tworzenie stacji traktorów i maszyn rolniczych,
- szkolenie obsługi traktorów oraz maszyn i narzędzi rolniczych,
- zakładanie i prowadzenie warsztatów reparacyjnych traktorów i narzędzi rolniczych,
- prowadzenie badań naukowych nad ulepszeniem maszyn i narzędzi rolniczych.

## Właściwości przedsiębiorstwa
Przedsiębiorstwo posiadało osobowość prawna i było wolne od wpisu do rejestru handlowego.
Przedsiębiorstwo stanowiło odrębną jednostkę gospodarczą, prowadzoną według zasad handlowych, z uwzględnieniem potrzeb gospodarczych rolnictwa.
Przedsiębiorstwo pokrywało wszelkie wydatki z własnych dochodów i dotacji Skarbu Państwa. Prowadziło gospodarkę na podstawie planów finansowo-gospodarczych, które podlegały zatwierdzeniu Ministra Rolnictwa i Reform Rolnych w porozumieniu z Ministrem Skarbu.

## Władze Przedsiębiorstwa
Na czele Przedsiębiorstwa stał dyrektor i dwóch zastępców, których mianował Minister Rolnictwa i Reform Rolnych. Dyrektor odpowiedzialny był za prawidłowe i celowe zarządzanie Przedsiębiorstwem w myśl statutu i wskazań Ministerstwa Rolnictwa i Reform Rolnych.

## Zniesienie Przedsiębiorstwa
Na podstawie dekrety z 1947 r. o tworzeniu przedsiębiorstw państwowych zniesiono Państwowe Przedsiębiorstwa Traktorów i Maszyn Rolniczych.